# Alexsander Shkurinskiy
Alexsander Shkurinskiy, né le 11 avril 1995 dans le stanitsa d'Atamánskaya (es) (Kraï de Krasnodar), est un handballeur russe qui évolue au poste d'arrière gauche,,.

## Biographie
Alexsander Shkurinskiy commence sa carrière professionnelle avec le SKIF Krasnodar. Lors de la saison 2014/15, il est sacré meilleur joueur de la Super League avec 165 but et 36 interceptions puis termine meilleur buteur de la saison 2015/2016 avec 92 buts en 13 matchs. Il y remporte également la Coupe de Russie en 2017
La même année, il rejoint le club biélorusse HC Meshkov Brest, club habitué à la Ligue des champions. Il y remporte quatre fois Championnat de Biélorussie, trois fois la Coupe et est désigné meilleur joueur de la saison 2017/2018 par le public.
En avril 2021, alors qu'il vient de signer pour rejoindre le HBC Nantes à l'été 2021,, il est victime d'une rupture des ligaments croisés. En 2023, il quitte le club nantais sans avoir réussi à convaincre et retourne au HC Meshkov Brest.

## Palmarès

### En club
- Vainqueur de la Coupe de Russie (1) : 2017
- Vainqueur du Championnat de Biélorussie (4) : 2018, 2019, 2020, 2021
- Vainqueur de la Coupe de Biélorussie (3) : 2018, 2020, 2021
- Vainqueur du Trophée des champions (1) : 2022
- Vainqueur de la Coupe de France (1) : 2023

### En équipe nationale
- 12e place au Championnat du monde 2017
- 14e place au Championnat du monde 2019
- 22e place au Championnat d'Europe 2020